# مارسلو سوارز
مارسلو سوارز (به پرتغالی: Marcelo Gomes Soares) مهاجم اهل برزیل است که در شهر ماسیو و در تاریخ ۹ مارس ۱۹۸۲ به دنیا آمده‌است.
مارسلو سوارز در تیم‌های فوتبال J. Malucelli سابقهٔ حضور دارد.